# لوسيان اوليفيه
لوسيان اوليفيه (بالروسية: Люсьен Оливье) (و. 1838 - ت. 1883 م) هو طباخ روسي ذو أصول بلجيكية.
كان يدير مطعما في موسكو في ستينيات القرن التاسع عشر و يشتهر بابتكاره للسلاطات ، احداها سلطة اوليفيه المسميه باسمه. توفي في موسكو عن 45 عاما.